# Domus Scarensis

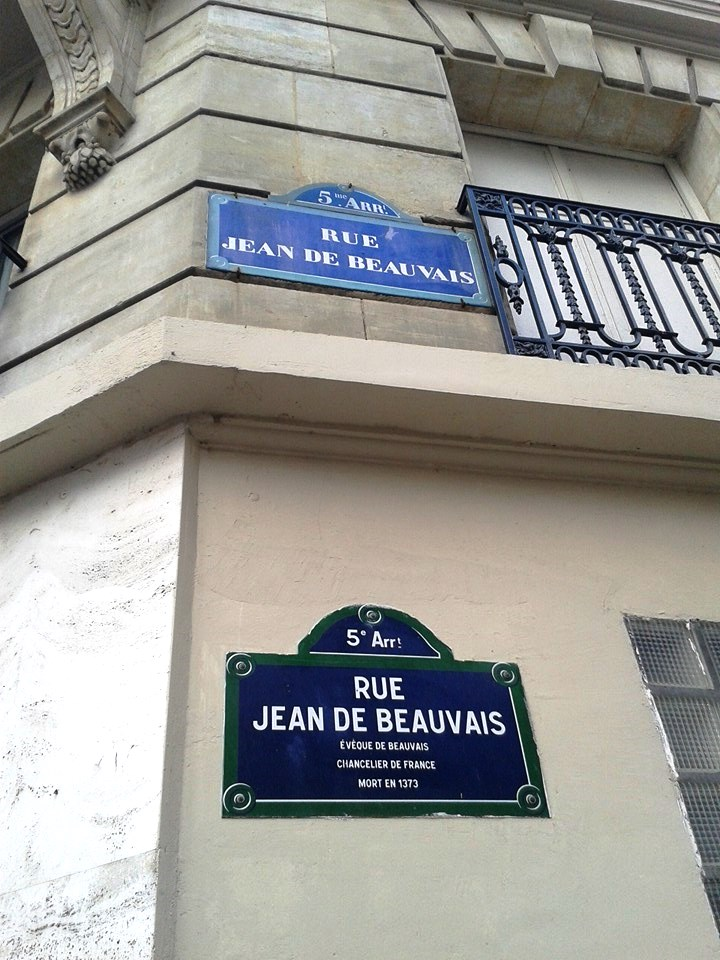
Skarahuset låg på nuvarande Rue Jean de Beauvais i Paris.

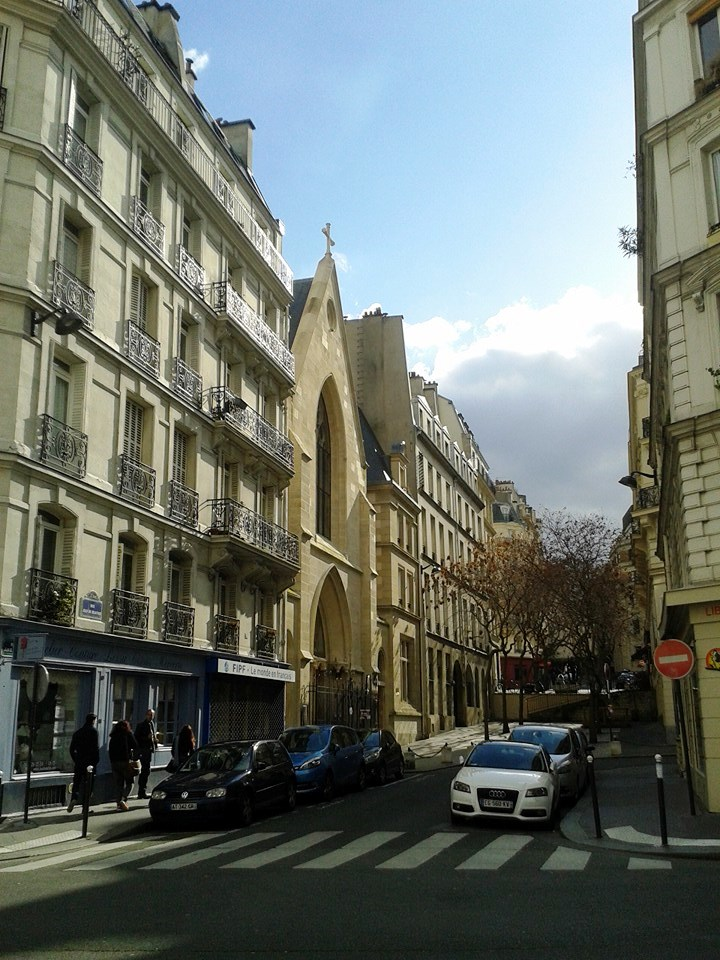
Under 150 års tid bodde studenter från Skara stift på denna gata i Latinkvarteren för att idka högre kyrkliga studier vid Paris universitet.

Skarahuset i Paris, var ett härbärge i huvudsak för studenter från Skara stift under högmedeltiden. Collegium Scarense var beläget på in vico Brunelli 4 (nuvarande Rue Jean de Beauvais, mellan College de France och Boulevard Saint Germain i Quartier Latin). Kollegium var en benämning på de bostäder som stiftades för obemedlade studenter; till en början fick studenterna endast mat och bostad i dessa kollegier, men så småningom gavs även undervisning där.
Domus Scarensis torde ha inköpts av biskopen Brynolf Algotsson omkring år 1292 och studenthemmet var verksamt fram till cirka 1435. Det omnämns i skrift första gången 1329. Under högmedeltiden var det angeläget att svenska studenter skulle få högre utbildning för att kunna verka inom många poster i Skara stift. Universitetens och klosterskolornas framväxt i norra Europa minskade behovet att besöka Paris universitet och därmed försvann de svenska stiftens härbärgen i den franska huvudstaden under 1400-talet.